# Iradż Eskandari
Iradż Eskandari (pers. ‏ایرج اسکندری‎; ur. w 1907 lub 1908 w Teheranie, zm. 30 kwietnia 1985 w Lipsku) – irański polityk, jeden z założycieli i wieloletni członek kierownictwa socjalistycznej partii Tude, w latach 1969-1978 jej pierwszy sekretarz.

## Życiorys
Pochodził z arystokratycznej, lecz zubożałej rodziny Eskandarich, której przedstawiciele - Solejman Eskandari i Jahja Eskandari - brali udział w irańskiej rewolucji konstytucyjnej. Iradż Eskandari uzyskał wykształcenie w Europie dzięki stypendium rządowemu i w trakcie studiów zetknął się z koncepcjami socjalistycznymi i komunistycznymi. Po powrocie do ojczyzny w połowie lat 30. został aresztowany pod zarzutem propagowania socjalizmu; grupa zatrzymanych wówczas działaczy określana była następnie jako Pięćdziesięciu Trzech. W sierpniu 1941 Iradż Eskandari opuścił więzienie i postanowił utworzyć nową irańską organizację lewicową, która miała grupować krajowe siły "demokratyczne, patriotyczne i postępowe". Zamiarem Eskandariego było przyciągnięcie do organizacji zarówno swoich rówieśników sympatyzujących z marksizmem, jak i starszej generacji irańskich lewicowców. Powstanie partii o nazwie Partia Mas (Tude) ogłoszono w 1941, a jej pierwszym przywódcą został Solejman Eskandari. Iradż Eskandari wszedł do kierownictwa organizacji. W ciągu kilku lat formacja zyskała szerokie poparcie społeczne.
W 1945 przywództwo Tude z zaskoczeniem przyjęło politykę radziecką wobec Iranu i poparcie ZSRR dla utworzenia Autonomicznej Republiki Azerbejdżańskiej (w którym pod auspicjami radzieckimi powstała odrębna Demokratyczna Partia Azerbejdżanu) oraz Republiki Kurdyjskiej. Tude, powołując się na lewicową solidarność, udzielała poparcia tym organizmom, nieoficjalnie jednak przywódcy partii uważali politykę ZSRR za niewłaściwą, osłabiającą największą irańską formację socjalistyczną. W 1946 Eskandari był jednym z trzech polityków Tude, którzy weszli do rządu Ahmada Ghawama. Objął tekę ministra handlu i przemysłu. Gdy Związek Radziecki pod naciskiem Wielkiej Brytanii i Stanów Zjednoczonych wycofał się z północnego Iranu i zaprzestał wspierania Azerów i Kurdów, rząd irański aresztował liderów Tude. Iradż Eskandari został zmuszony do emigracji (rząd Ghawama upadł w 1947).
W latach 50. XX wieku Eskandari przewodził większej, umiarkowanej frakcji Tude, która popierała rząd Mohammada Mosaddegha. Za rządów Mosaddegha partia ponownie zyskała na znaczeniu, by stracić je ponownie do końca dekady. Od 1959 do 1969 był jednym z dwóch zastępców sekretarza generalnego (stanowisko to sprawował również związany z frakcją umiarkowaną Reza Radmanesz). W 1969 Eskandari został wybrany na pierwszego sekretarza organizacji. Na stanowisku tym pozostał do kongresu partyjnego w 1978.
Autor wspomnień.